# Surgut

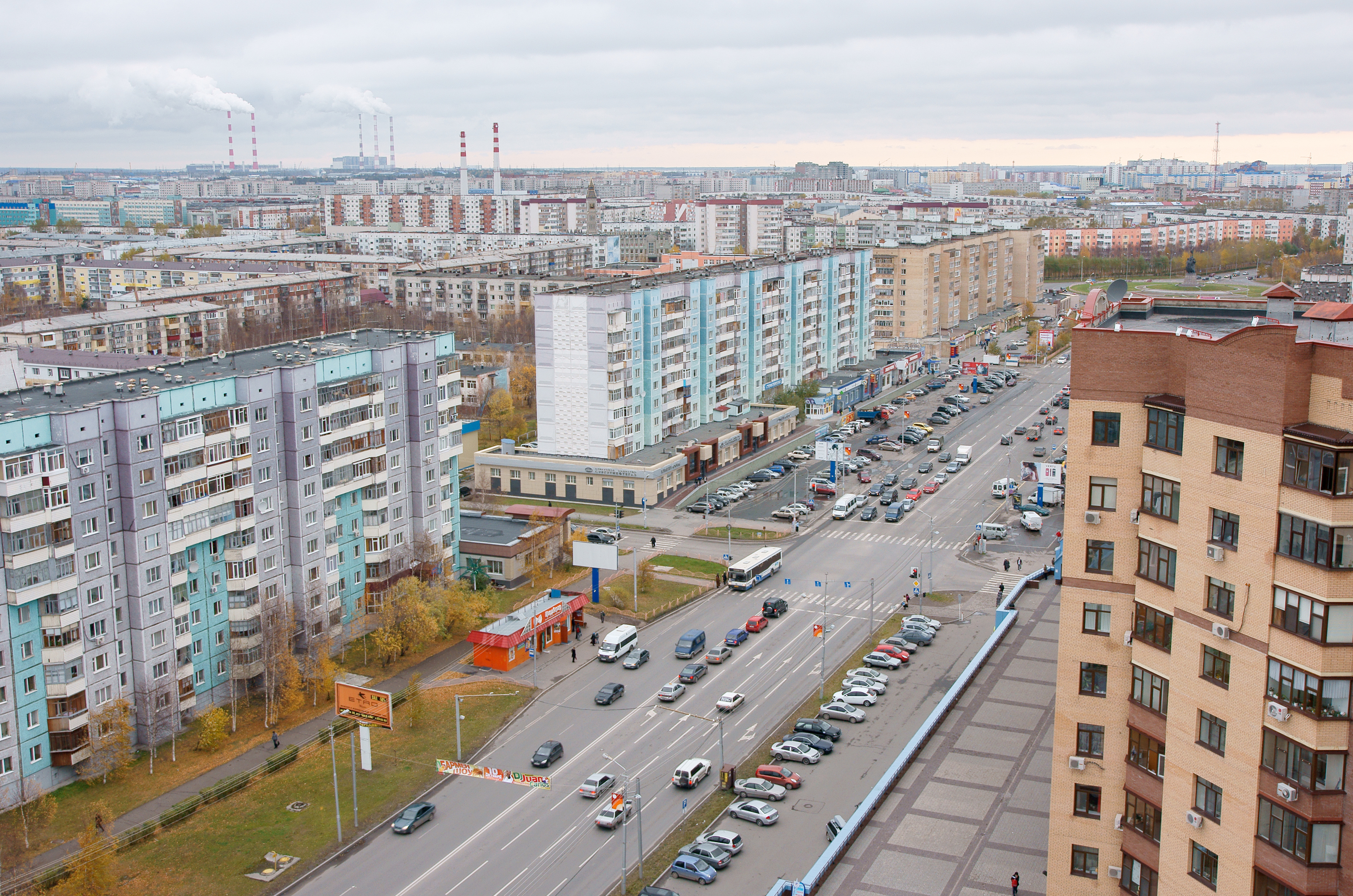
Område i Surgut.

Stadens vapen.

Surgut (ryska Сургу́т) är den största staden i det autonoma okruget Chantien-Mansien, som ligger i Tiumen oblast, Ryssland. Folkmängden uppgick till 340 845 invånare i början av 2015.
På vintrarna brukar vanligtvis temperaturen gå ner till -31°C.[källa behövs]